# The Dreadful Hours
The Dreadful Hours è il settimo LP della Doom metal band inglese My Dying Bride. L'album contiene un remake del brano The Return of the Beautiful (presente in As the Flower Withers) intitolato The Return to the Beautiful.

## Tracce
1. The Dreadful Hours – 9:23
2. Raven and the Rose – 8:12
3. Le figlie della tempesta – 10:08
4. Black Heart Romance – 5:23
5. A Cruel Taste of Winter – 7:36
6. My Hope the Destroyer – 6:44
7. The Deepest of All Hearts – 8:56
8. Return to the Beautiful – 14:23

## Formazione

### Gruppo
- Aaron Stainthorpe - voce
- Andrew Craighan - chitarra
- Hamish Glencross - chitarra
- Adrian Jackson - basso
- Shaun Taylor-Steels - batteria
- Jonny Maudling - tastiere

### Altri musicisti
- Yasmin Ahmed - tastiere in "A Cruel Taste of Winter"